# Eggentaler Horn
Das Eggentaler Horn (italienisch Corno d’Ega) ist ein 2799 m s.l.m. hoher Berg im Latemarmassiv in den Dolomiten.

## Geographie
Das Eggentaler Horn befindet sich im westlichen Teil der Latemargruppe, der die Ansicht des oberen Eggentals beherrscht. Östlich unterhalb des Gipfels verläuft die Grenze zwischen Südtirol und dem Trentino. Im Nordwesten befinden sich das Bergdorf Obereggen und das Skigebiet Ski Center Latemar. Auf der anderen Seite im Südosten liegt am Talschluss des unbewohnten Valsorda, eines Seitentals des Fleimstals, die Hochfläche Laste di Valsorda di sopra.